# Мовилица (Бакау)
Мовилица (рум. Movilița) насеље је у Румунији у округу Бакау у општини Ракитоаса. Oпштина се налази на надморској висини од 202 m.

## Становништво
Према подацима из 2002. године у насељу је живело 119 становника, од којих су сви румунске националности.